# Tanypus castellanus
Tanypus castellanus är en tvåvingeart som först beskrevs av Gabriel Strobl 1900.  Tanypus castellanus ingår i släktet Tanypus och familjen fjädermyggor.
Artens utbredningsområde är Spanien. Inga underarter finns listade i Catalogue of Life.